# Klaus Schultz

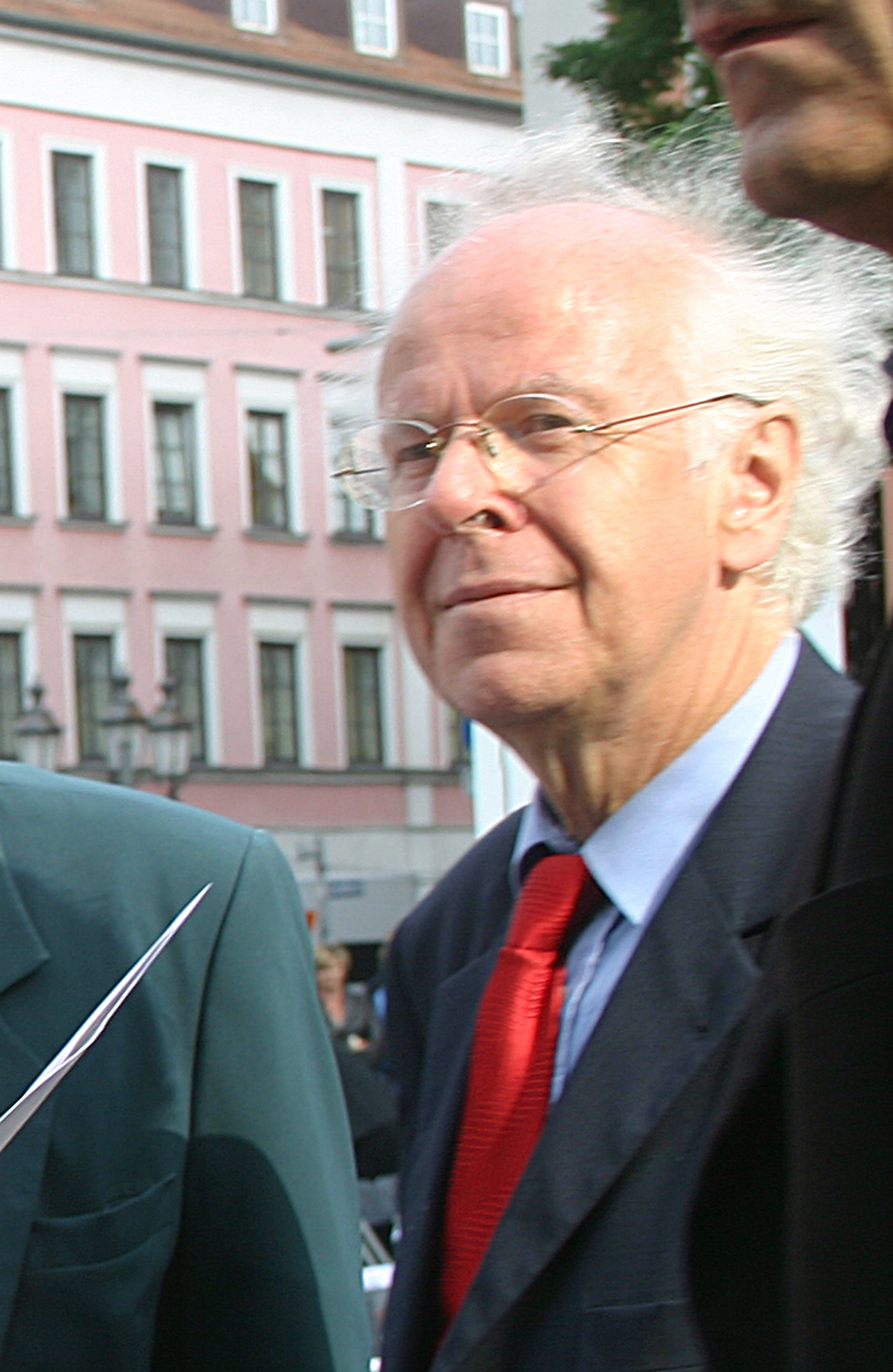
Klaus Schultz (2006)

Klaus Schultz (* 20. Mai 1947 in Bad Kissingen; † 26. April 2014 in München) war ein deutscher Dramaturg und Intendant.

## Biografie
Nach einer Ausbildung zum Diplombibliothekar an Wissenschaftlichen Bibliotheken, einer entsprechenden Tätigkeit (Bayerische Staatsbibliothek München) und parallel (jedoch nicht zu einem Abschluss) geführten Studien an der Universität Erlangen und der Universität München war Schultz ab 1972 zunächst als Freier Mitarbeiter bei verschiedenen Opernproduktionen in München, Frankfurt am Main und Augsburg dramaturgisch tätig. Von 1973/74 bis 1977 war er Dramaturg der Oper Frankfurt (Operndirektor Christoph von Dohnányi). Von 1977 bis 1982 arbeitete er als Chefdramaturg und Pressesprecher für die Bayerische Staatsoper und wirkte in der Matinée Rund um die Oper mit, zu der ihn der damalige Intendant August Everding eingeladen hatte. Die Konzeption dieser Matinée hat mit ihm Klaus Schultz entwickelt, der auch den Hauptdarsteller Heinz Rühmann in den Jahren 1985 bis 1993 wiederholt zu Lesungen in den von ihm geleiteten Theatern von Aachen und Mannheim engagierte. Parallel arbeitet er von 1980 bis 1984 als Musikdramaturg der Berliner Philharmoniker. Von 1984 bis 1992 leitete er als Generalintendant die Bühnen der Stadt Aachen und in gleicher Funktion von 1992 bis 1996 das Nationaltheater Mannheim. Von September 1996 bis zum Ende der Spielzeit 2006/07 war er Intendant und Chefdramaturg am Staatstheater am Gärtnerplatz in München.
Mit seinem Ensemble beim Staatstheater am Gärtnerplatz formte er als Intendant, wie zuvor in Aachen und in Mannheim, ab 1996 ein Repertoire von Oper, Ballett, Konzert, Musical und Operette mit Werken aus vier Jahrhunderten Musiktheater. Ein besonderer Akzent lag dabei auf der Musik des 20. Jahrhunderts seit 1950, so z. B. die Aufführungen von Aribert Reimanns Melusine, Igor Strawinskys Rake’s Progress, Werner Egks Revisor, Hans Werner Henzes Englischer Katze, seiner Elegie für junge Liebende oder den Uraufführungen von Wilfried Hillers Waldkinder (1998), Vladimir Tarnopolskis Wenn die Zeit über die Ufer tritt (1999), von Awet Terterjans Das Beben (2003), Johannes Maria Stauds Berenice (2004) und den Münchener Erstaufführungen von Dieter Schnebels Majakowskis Tod (2005) und Luigi Nonos Intolleranza 1960 (2007).
Eine besondere Linie bildete das von Philip Taylor geleitete BallettTheater München, das während der 11 Jahre der Intendanz von Schultz ein eigenwilliges Repertoire im Gärtnerplatztheater und bei nationalen wie internationalen Gastspielen entwickelte.
1999, nach August Everdings Tod, war Schultz Geschäftsführender Präsident und von September 1999 bis Sommer 2007 Vizepräsident der Bayerischen Theaterakademie August Everding im Prinzregententheater. Von Wolfgang Wagner und dem Stiftungsrat der Festspiele gebeten, unterstützte er von 2002 bis 2008 als Freier Mitarbeiter ehrenamtlich die Leitung der Bayreuther Festspiele.
Schultz war im Rahmen seiner beruflichen Bereiche Herausgeber und Autor von Beiträgen und Büchern. Seit 1974 hielt er Vorträge zu Musik und Theater und unterrichtete an Hochschulen und Universitäten in Frankfurt, München und Heidelberg. Im Jahr 2000 wurde er als Professor an die Hochschule Bremen berufen. Seit 2006/07 unterrichtete er auch an der Bayerischen Theaterakademie August Everding in Verbindung mit der Ludwig-Maximilians-Universität München. Im Herbst 2009 lehrte er als Gastprofessor am Department of Germanic Studies der Indiana University in Bloomington (USA).
Gelegentlich übernahm Schultz auch schauspielerische Aufgaben. So spielte er 1988 in Loriots Filmkomödie Ödipussi die Rolle des Herrn Weber, die Loriot für Schultz geschaffen hatte. Bereits 1980 war es beim Jubiläum des Hauses Wittelsbach zu einer Zusammenarbeit mit Loriot gekommen, und erneut 1982 für den 100. Geburtstag der Berliner Philharmoniker. Seit 2001 sprach Schultz als Rezitator auch Loriots Texte zum Ring an 1 Abend, zu dem er Loriot als Autor und Erzähler nach Mannheim engagiert hatte, ebenfalls die verbindenden Texte zu Leonard Bernsteins Candide, die Loriot für das Gärtnerplatztheater München geschrieben und seit 1999 vielfach vorgetragen hat und die 2010 als DVD in der Kassette „Loriot und die Musik“ publiziert wurden.
Zusammen mit dem Bariton Michael Volle, dem Schauspieler Hartmut Volle und der Pianistin Sophie Raynaud gestaltete er 2012 als Rezitator in verschiedenen Konzerten ein Brahms-Mahler-Liedprogramm. Im März 2014 rezitierte er im Jüdischen Gemeindezentrum München Prosa von Karl Kraus und Szenen aus seinem Drama Die Letzten Tage der Menschheit.
Zu den Fernseharbeiten, die Schultz konzipierte und bei denen er als Gesprächspartner mitwirkte, gehören Filme über den Pianisten Mieczysław Horszowski (WDR, 1989, zusammen mit Jürgen Wilke), über den Sänger Hans Hotter (BR, 1999) und „Bayreuth Primadonnen“ (BR, 1997), eine Gesprächsrunde mit den Sängerinnen Martha Mödl, Astrid Varnay und Birgit Nilsson. Für Fernseh-Übertragungen von Opernaufführungen wirkte er als Dramaturg bei Live-Übertragungen des Rosenkavalier unter der Leitung von Carlos Kleiber (Juni 1979) und von Die Entführung aus dem Serail unter Karl Böhm (April 1980) aus der Bayerischen Staatsoper mit und führte in die Übertragungen der konzertanten Aufführungen von Wagners Tristan und Isolde unter der Leitung von Leonard Bernstein ein (1981).
Schultz war Mitglied der Deutschen Akademie der Darstellenden Künste und der Freien Akademie der Künste Rhein-Neckar. 2004 wurde Schultz Mitglied der Europäischen Akademie der Wissenschaften und Künste. Er war als Mitglied mehrerer Kuratorien tätig, so in denen der Jürgen Ponto-Stiftung von 2001 bis 2012 und der Eugen-Biser-Stiftung München. Ab 2008 war er Mitglied des Vorstands und des Kuratoriums der Stiftung Kulturförderung und ab 2011 wirkte er in der Eugen Jochum Stiftung mit. 2011 war er Mitglied im Freundeskreis des Lehrstuhls für Jüdische Geschichte und Kultur an der Universität München. Im Oktober 2012 wurde Schultz zum 1. Vorsitzenden dieses Freundeskreises gewählt, der Stipendien, Forschungsprojekte und Gastprofessuren unterstützt sowie Vortragsabende veranstaltet.
Von 2010 bis 2013 schrieb Schultz, eingeladen von der Herausgeberin Rachel Salamander, gelegentlich für die Literarische Welt, das Literarische Journal der Zeitung Die Welt.

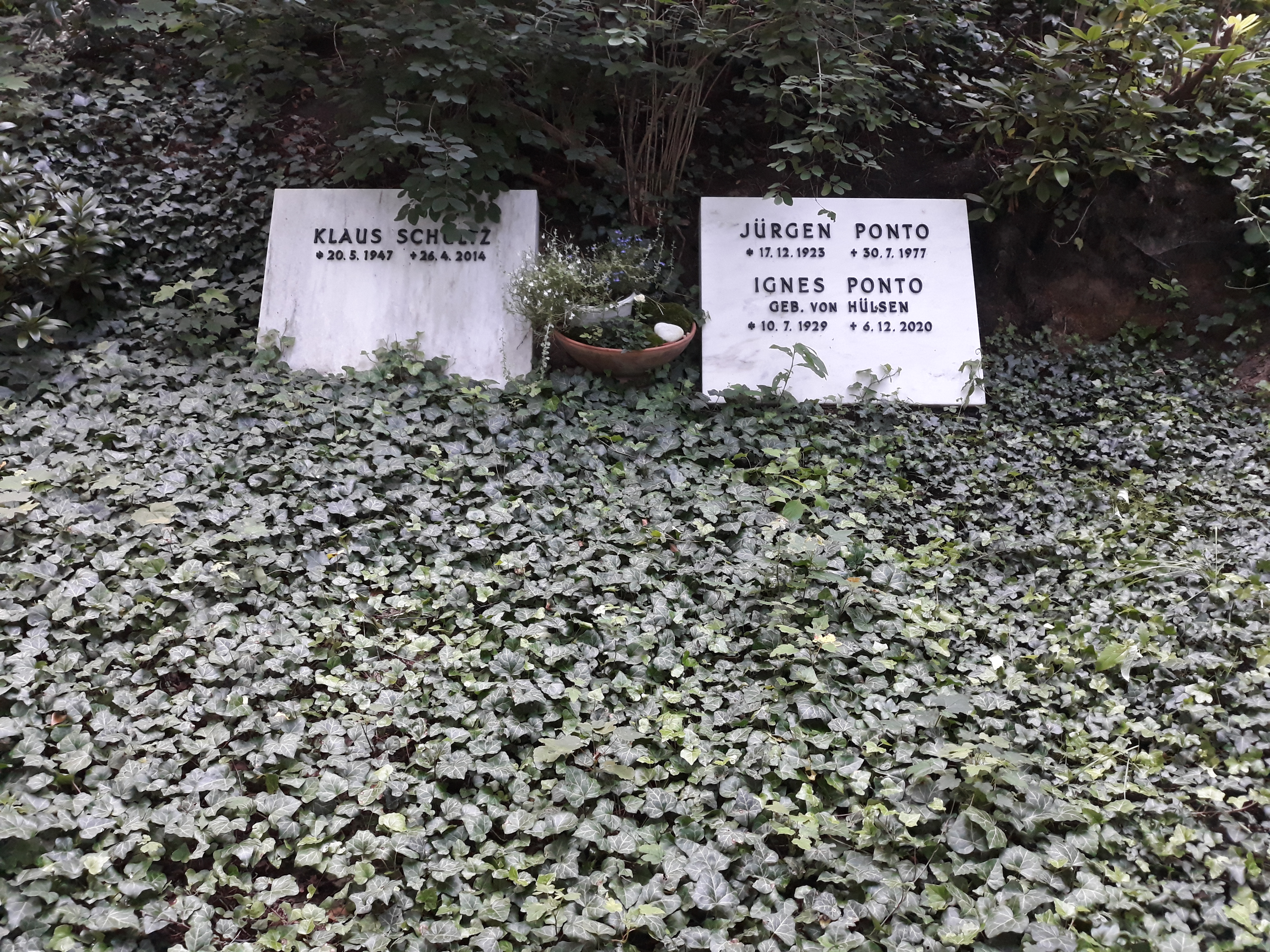
Das Grab von Klaus Schultz, rechts daneben der Grabstein seiner Schwiegereltern Jürgen Ponto und seiner Ehefrau Ignes, geborene von Hülsen, auf dem Friedhof Heerstraße in Berlin-Westend.

Von Januar bis Juli 2011 leitete er im Rahmen des 25-jährigen Bestehens des Münchener Gasteig mit Augen auf: Musik eine Reihe von Abenden, die im Carl-Orff-Saal der Philharmonie veranstaltet wurden und Filmporträts, Gespräche mit den porträtierten Musikern und Live-Musik miteinander verbanden.
Nachdem seine Gesundheit bereits seit längerem angegriffen gewesen war, starb Klaus Schultz am 26. April 2014 im Alter von fast 67 Jahren in München an einer unerwartet aufgetretenen Krankheit. Die Trauerfeier fand am 21. Mai 2014 im Münchener Cuvilliés-Theater statt. Die Beisetzung erfolgte im engsten Familienkreis. Das Grab von Klaus Schultz befindet sich auf dem landeseigenen Friedhof Heerstraße in Berlin-Westend (Grablage: I-Erb.-15/15A/15B).
Schultz war mit Corinna Ponto, der ehemaligen Opernsängerin und Tochter des von der RAF ermordeten Bankiers Jürgen Ponto, verheiratet, aus der Ehe gingen die Söhne Yorck und David hervor.

## Ehrungen
- 1996: Ehrenmitglied der Freunde und Förderer des Nationaltheaters Mannheim
- 1997: Mitglied des Ehrenpräsidiums der Freunde des Nationaltheaters München
- 2005: Bayerische Verfassungsmedaille
- 2007: Wilhelm-Hausenstein-Ehrung für Verdienste um kulturelle Vermittlung der Bayerischen Akademie der Schönen Künste
- 2008: Bayerischer Verdienstorden
- 2010: Aufnahme in den Bayerischen Maximiliansorden für Wissenschaft und Kunst.[5]
- 2011: Paul Harris Fellow (Rotary Foundation)
- 2014: Ehrenmitglied Staatstheater am Gärtnerplatz München.

## Publikationen
- Vorläufige Bibliographie der Schriften von Theodor W. Adorno. In: Th. W. Adorno zum Gedächtnis. Frankfurt a. M.: Suhrkamp 1971.
- Zusammen mit Peter Mussbach Programmheft zu Puccinis „Gianni Schicchi“ anlässlich der Olympiade in München, Münzhof der Residenz, September 1972; Musik. Leitung: Eberhard Schöner, Inszenierung: J.-P. Ponnelle; mit der ersten ausführlichen Bibliographie von Schriften über G. Puccini
- Zusammen mit Peter Mussbach: Irrgarten Parsifal. Zur Neuinszenierung von Wagners Parsifal an der Frankfurter Oper, Frankfurt a. M. 1973.
- Redaktion und graphische Gestaltung der Programmhefte der Frankfurter Oper von 1973/74 – 1976/77, der Bayerischen Staatsoper München von 1977/78 – 1981/82 und der Publikationen des Berliner Philharmonischen Orchesters von 1980/81–1983/84.
- Herausgeber der Programmpublikationen der Theater in Aachen von 1984 bis 1992, Mannheim von 1992 bis 1996 und des Staatstheaters am Gärtnerplatz München von 1996 bis 2007
- Mahler-Ansichten. Zum Symposium über Gustav Mahler (Leitung: Dieter Schnebel). Kulturforum Bonn 1975.
- Felix Mendelssohn Bartholdy. Katalog zur Ausstellung in der Frankfurter Oper, Dezember 1975.
- Hans Werner Henze. Zu einer Ausstellung. Kulturforum Bonn 1976.
- Baden Badener Musiktage 1927–1929. Hrsg. vom Südwestfunk und dem Theater Baden-Baden, 1977.
- Zusammen mit Peter Mario Katona: Die Frankfurter Oper 1968/69–1976/77. Frankfurt a. M. 1977.
- Redaktion und graphische Gestaltung der Jahrbücher der Bayerischen Staatsoper I–V (München 1978–1982).
- Karl Böhm an der Bayerischen Staatsoper. München 1978; erweiterte Auflage 1981.
- Hrsg.: Lorenzo da Ponte, Die Hochzeit des Figaro. Oper von W. A. Mozart, Erstausgabe der Übersetzung von Karl Wolfskehl, Marbacher Schriften Bd. 15, Marbach 1978.
- ‘Yehudi Menuhin und das Berliner Philharmonische Orchester’. Berlin 1979.
- Felix Mendelssohn Bartholdy. Katalog zur Ausstellung bei den Wiener Festwochen 1981.
- Münchner Theaterzettel 1807–1982. Eine Auswahl von Klaus Schultz. K. G. Saur, München 1982, ISBN 3-598-10462-6.
- Die Bayerische Staatsoper 1977–1982. Ein Rückblick. München 1982.
- Philharmonischer Almanach I. Berliner Philharmonisches Orchester, 1982.
- Zusammen mit Peter Girth und Uwe Schendel: Die Berliner Philharmoniker. Berlin 1982.
- Zusammen mit Peter Girth und Uwe Schendel: Philharmonisches Museum. Programme mit Aufnahmen von 1913 bis 1982. Aus Anlass des 100-jährigen Bestehens des Berliner Philharmonischen Orchesters, Berlin 1982.
- Zusammen mit Peter Girth: Philharmonischer Almanach II. Berliner Philharmonisches Orchester, 1983.
- Mitherausgeber der Musikalischen Schriften V und VI von Theodor W. Adorno (Bd. 18 und 19 seiner Gesammelten Schriften, hrsg. zusammen mit Rolf Tiedemann, Frankfurt a. M.: Suhrkamp 1984)
- Hrsg.: Aribert Reimanns LEAR – Weg einer neuen Oper. Deutscher Taschenbuch-Verlag, München 1984. ISBN 3-423-10152-0.
- Vier Jahre, die doppelt zählen. In: Liselotte Homering, Karin von Welck (Hrsg.): Mannheim und sein Nationaltheater. Menschen – Geschichte(n) – Perspektiven. Palatium-Verlag, Mannheim 1998, ISBN 3-920671-27-9, S. 230–239 (überarbeitete Fassung seiner Ansprache zur Verabschiedung in Mannheim vom 21. Juli 1996)
- Rückblicke. Staatstheater am Gärtnerplatz 1996–2007. München 2007.
- Offen sein zu – hören. Der Dirigent Christoph von Dohnányi. Murmann-Verlag, Hamburg 2010, ISBN 978-3-86774-074-6.